# Andrey Amador
Pour les articles homonymes, voir Amador.
Andrey Amador Bikkazakova, né le 29 août 1986 à San José, est un coureur cycliste costaricien. Professionnel de 2009 à 2024, il remporte une étape du Tour d'Italie 2012. Il termine quatrième du Tour d'Italie 2015 et est porteur du maillot rose lors de l'édition suivante.

## Biographie
Il a un frère aîné, Iván, qui lui, cependant, n'a jamais roulé au niveau professionnel.

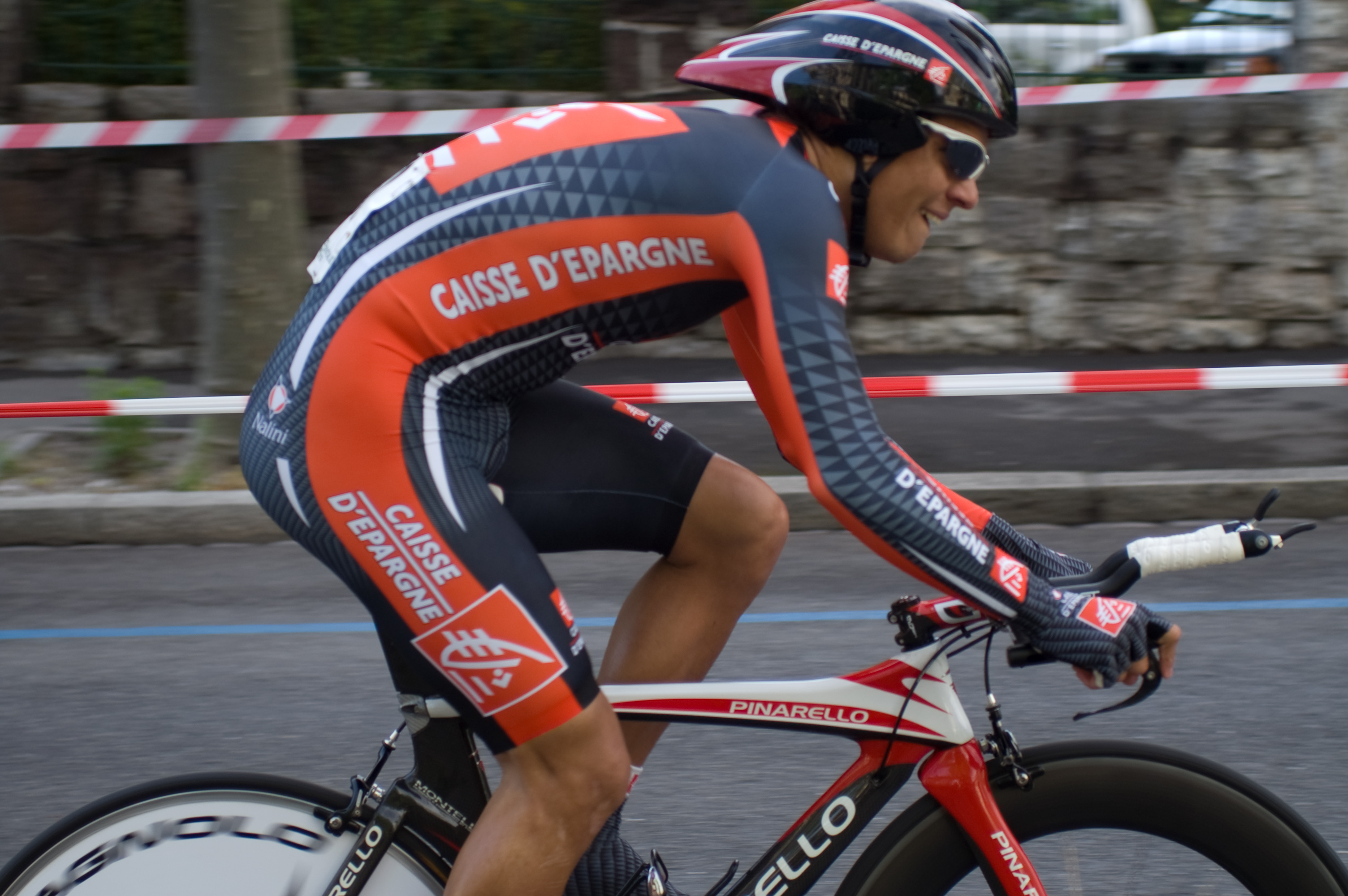
Andrey Amador lors du Tour de Romandie 2009.

Andrey Amador rejoint la Caisse d'Épargne en 2009. Début 2011, il est victime d'une agression par plusieurs délinquants alors qu'il s’entraîne. Alors qu'il pense s'en être sorti, les malfaiteurs le retrouvent et le rouent de coup. Il manquera le début de saison, le temps de se remettre de ses blessures. En avril, il est quatrième du GP Llodio et du Tour de La Rioja, puis se blesse lors du Tour des Asturies, ce qui l'empêche de participer au Tour d'Italie le mois suivant. En juillet, il devient le premier coureur du Costa Rica à participer au Tour de France ce qui lui vaut d'être reçu par la présidente Laura Chinchilla à son retour au pays après la course. Blessé à la cheville à cause d'une chute lors de la première semaine de ce Tour, il parvient au terme de celui-ci, à l'avant-dernière place.
Il remporte sa première victoire professionnelle lors du Giro 2012, où il s’adjuge la 14e étape au sommet de Cervinia, deux jours après sa troisième place à Sestri Levante derrière Sandy Casar et Lars Ytting Bak. En juillet, il est quatrième de la Prueba Villafranca de Ordizia, puis représente le Costa Rica lors de la course en ligne des Jeux olympiques de Londres, dont il prend la 35e place. En septembre, il est sixième du premier championnat du monde du contre-la-montre par équipes de marques, avec Movistar. Il dispute ensuite le championnat du monde sur route, qu'il termine à la 121e place. En fin de saison, il chute dans les derniers kilomètres du Tour du Piémont et se fracture alors un radius, un métacarpien et se luxe un doigt.
Il confirme ses bonnes performances de 2012, dès le début de la saison suivante en terminant à la huitième place du classement général de Tirreno-Adriatico, grâce notamment à une place de troisième sur le contre-la-montre de l'ultime étape à San Benedetto Del Tronto. Cette même année, il est pour la première fois parmi les dix premiers d'une flandrienne en terminant 10e de Gand-Wevelgem. Il se fracture la clavicule droite en tombant lors de Liège-Bastogne-Liège en avril. De retour au Tour de Suisse en juin, il est cinquième de l'étape contre-la-montre et dix-septième du classement général. Il dispute le Tour de France en tant qu'équipier de Nairo Quintana, deuxième du classement général. De retour en compétition fin août, il n'est pas au niveau espéré. Un examen réalisé en octobre révèle une mononucléose, susceptible d'expliquer cette baisse de régime. Aux championnats du monde à Florence, il est dixième du contre-la-montre par équipe avec Movistar et représente le Costa Rica lors de la course en ligne.
En 2014, Amador est à nouveau aux avant-postes lors de Gand-Wevelgem, où il est échappé dans les vingt derniers kilomètres avec Stijn Devolder et Silvan Dillier, et rattrapé dans le dernier kilomètre. Il aide Quintana à remporter le Tour d'Italie. Durant l'été, il termine sixième du Tour de Pologne puis prend le départ du Tour d'Espagne, en tant qu'équipier d'Alejandro Valverde et Nairo Quintana. Avec ses coéquipiers, il gagne la première étape, un contre-la-montre par équipes. Il termine sa saison aux championnats du monde à Ponferrada. Avec Movistar, il est sixième du contre-la-montre par équipe. Il prend la 85e place de la course en ligne.
Il participe au Tour d'Italie 2015. Tout au long de la course, il impressionne, notamment dans la montagne, en suivant les meilleurs coureurs comme Alberto Contador et Fabio Aru, et termine la course en quatrième position. Ce résultat est historique pour le cyclisme costaricien et d'Amérique centrale.
À l'issue de la treizième étape du Tour d'Italie 2016, il prend le maillot rose et devient le premier cycliste costaricien et d'Amérique centrale à porter le maillot de leader d'un grand tour. Il se classe finalement huitième de la course.
En 2019, alors qu'il devait prolonger son contrat avec Movistar jusqu'en 2021, il change d'avis et veut rejoindre Ineos pour suivre son coéquipier Richard Carapaz. Le 11 février 2020, il annonce avoir trouvé un accord pour rompre son contrat à l'amiable avec Movistar et s'engager avec Ineos.
Il rejoint EF-Education Easy-Post pour la saison 2023, avant de prendre sa retraite en fin d'année suivante.

## Palmarès et classements mondiaux

### Palmarès amateur
| - 2005 - 2e de la Vuelta a Chiriquí - 3e du Tour du Costa Rica - 2006 - 5e étape de la Vuelta a Chiriquí - 2e du championnat du Costa Rica du contre-la-montre espoirs - 3e de la Vuelta a Chiriquí - 2007 - Trofeo Seur - Trofeo Villa de Fitero - Circuito de Pascuas - Trofeo Suministros Monjardín - Mémorial Luis Muñoz - 5e étape du Tour de Navarre - 1re et 3e étapes du Tour du Goierri - Tour de la Communauté aragonaise - 2e du Tour de la Bidassoa | - 2008 - Vainqueur du Torneo Euskaldun - Soraluzeko Saria - Laukizko Udala Saria - Subida a Gorla - Mémorial José Ciordia - Classement général du Tour de la Bidassoa - 4e étape de la Bizkaiko Bira (es) - Pampelune-Bayonne - Subida a Altzo - 2e étape du Tour de Palencia - Prologue du Tour de l'Avenir - 2e du Mémorial Cirilo Zunzarren - 2e du Mémorial Valenciaga - 3e de la Subida a Urraki - 5e du Tour de l'Avenir |  |

### Palmarès professionnel
- 2012
  - 14e étape du Tour d'Italie
- 2013
  - 8e de Tirreno-Adriatico
  - 10e de Gand-Wevelgem
- 2014
  - 1re étape du Tour d'Espagne (contre-la-montre par équipes)
  - 6e du Tour de Pologne
- 2015
  -  Médaillé de bronze du championnat du monde du contre-la-montre par équipes
  - 4e du Tour d'Italie
- 2016
  - 8e du Tour d'Italie
- 2018
  - Klasika Primavera
- 2019
  - 2e du Trophée Matteotti

### Résultats sur les grands tours

#### Tour de France
7 participations
- 2011 : 166e
- 2013 : 54e
- 2017 : 87e
- 2018 : 50e
- 2019 : 55e
- 2020 : 77e
- 2023 : 110e

#### Tour d'Italie
7 participations
- 2010 : 41e
- 2012 : 29e, vainqueur de la 14e étape
- 2014 : 110e
- 2015 : 4e
- 2016 : 8e,  maillot rose pendant 1 jour
- 2017 : 18e
- 2019 : 39e

#### Tour d'Espagne
4 participations
- 2014 : 30e, vainqueur de la 1re étape (contre-la-montre par équipes)
- 2015 : 40e
- 2018 : 93e
- 2020 : 52e

### Classements mondiaux
| Année                                 | 2011 | 2012 | 2013 | 2014 | 2015 | 2016  | 2017 | 2018 | 2019 | 2020 | 2021  | 2022  | 2023  |
| ------------------------------------- | ---- | ---- | ---- | ---- | ---- | ----- | ---- | ---- | ---- | ---- | ----- | ----- | ----- |
| UCI World Tour                        | 220e | 129e | 108e | 91e  | 50e  | 74e   | 168e | 211e |      |      |       |       |       |
| Classement mondial                    |      |      |      |      |      | 177e  | 444e | 259e | 465e | nc   | 1969e | 1282e | 1664e |
| UCI Europe Tour                       |      |      |      |      |      | 1396e | 663e | 221e |      |      |       |       |       |
| UCI America Tour                      |      |      |      |      |      | 444e  | nc   | nc   | 47e  | nc   | 333e  | 168e  | nc    |
|                                       |      |      |      |      |      |       |      |      |      |      |       |       |       |
| Légende : nc = non classéSource : UCI |      |      |      |      |      |       |      |      |      |      |       |       |       |